# Проєкт Трастового фонду НАТО з утилізації надлишкової стрілецької зброї та боєприпасів в Україні
Проєкти, які фінансуються НАТО, допомагають Україні позбутися небезпечних боєприпасів.
Запаси непридатних і застарілих боєприпасів створюють проблеми для багатьох країн. Занедбані склади можуть бути дуже небезпечними. В Україні, внаслідок кількох інцидентів з вибухами на складах боєприпасів, загинули і постраждали люди, було завдано значної матеріальної шкоди. Заради безпеки місцевого населення поблизу таких складів НАТО фінансує проєкт на допомогу безпечній утилізації надлишкових боєприпасів у цій країні.
Після розпаду колишнього СРСР Україна успадкувала велику кількість зброї і боєприпасів. В кінці свого життєвого циклу надлишкові боєприпаси стають непридатними для використання. Вони часто зберігаються просто неба, на них впливає спека і вологість, що може призвести до їх дестабілізації. На складах боєприпасів завжди є ризик вибухів. Несподівана і часто нічим не спровокована детонація становить загрозу для місцевих мешканців.

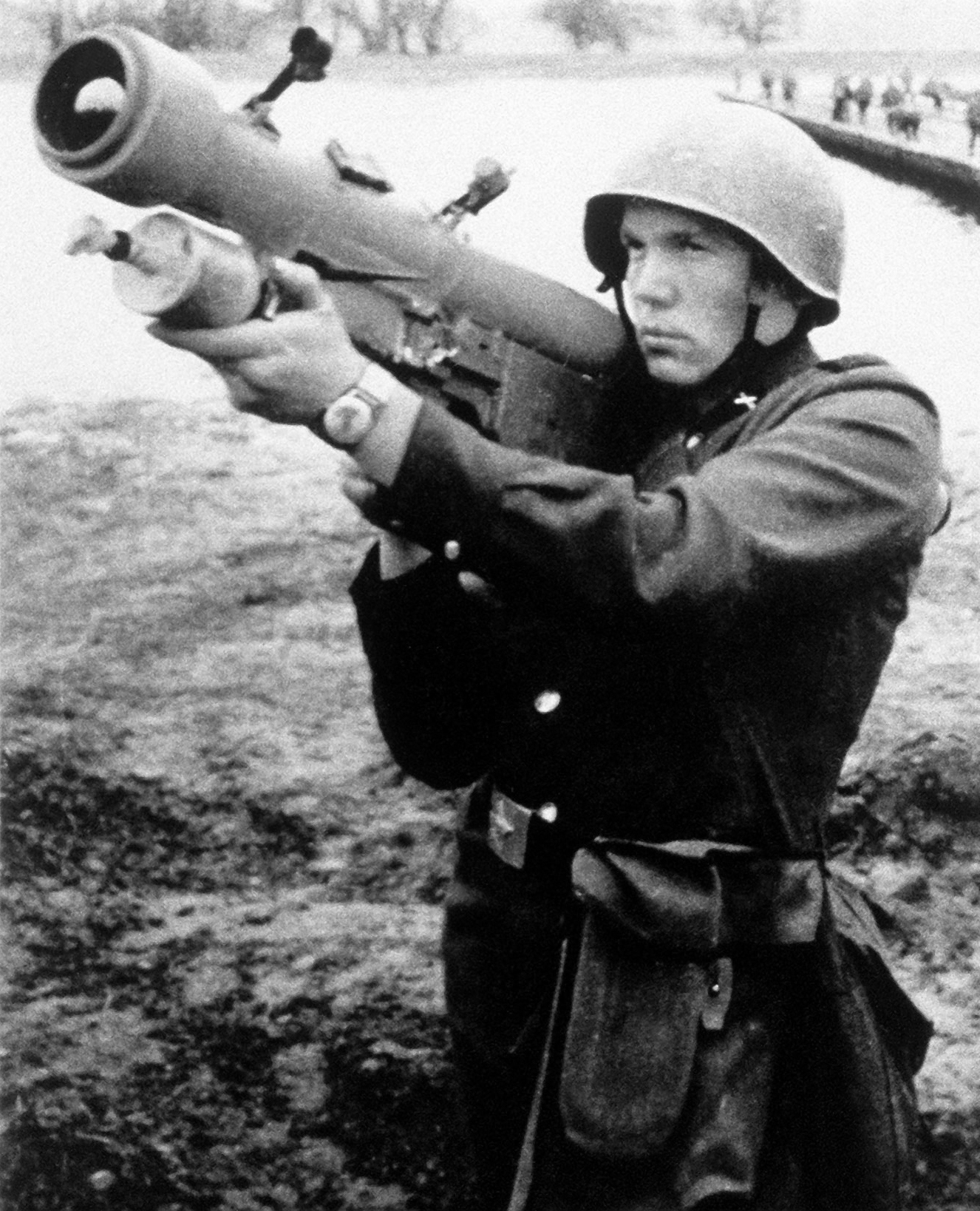
ПЗРК Стріла-2. СРСР

Для того щоб допомогти зробити території навколо складів безпечнішими для місцевого населення, НАТО виконує в Україні проєкт Цільового фонду з утилізації надлишкових боєприпасів. «Головна мета проєкту полягає в знищенні запасів, які загрожують місцевому населенню», – каже д-р Фредерік Пежо, менеджер Цільового фонду від Агентства з матеріально-технічного забезпечення і обслуговування НАТО (NAMSA), який наглядає за роботами в рамках проєкту. 
Полковник Олег Левченко, перший секретар з питань оборони і представник Національного керівника з питань озброєнь в українській дипломатичній місії при НАТО, розповідає про цінність цієї ініціативи: «Проєкт Цільового фонду забезпечує не лише знання і технічні засоби, а і забезпечує більшу частину коштів, потрібних для знищення озброєнь і знешкодження боєприпасів, тому неможливо переоцінити його важливість. Цей проєкт є гарним прикладом конструктивного співробітництва між Україною і НАТО».

## Перший етап проєкту

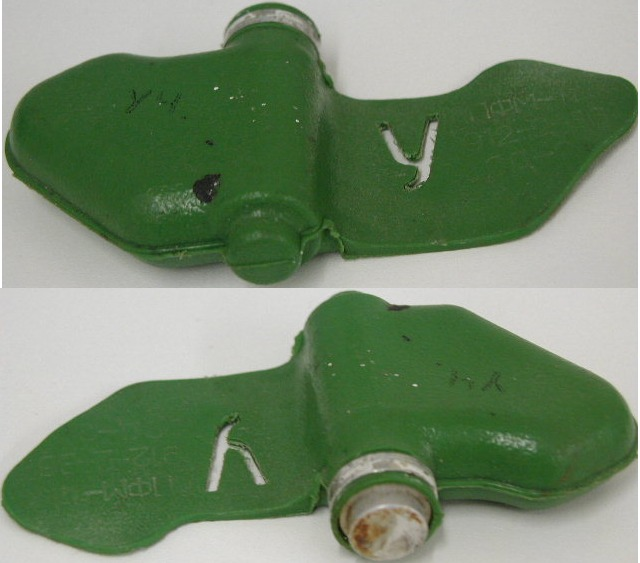
Міна ПФМ-1 (Навчальна)

Перший етап проєкту розпочався в 2006 році та успішно завершився в кінці 2011 року. У рамках першого етапу проєкту знищено 15 тисяч тонн боєприпасів, 400 тисяч одиниць легких озброєнь і стрілецької зброї (ЛОСЗ) і 1 тисяча переносних зенітно-ракетних комплексів (ПЗРК). Крім того, за фінансової підтримки Трастового фонду НАТО на Донецькому казенному заводі хімічних виробів виготовлено та встановлено обладнання (інсинератор) зі спалювання боєприпасів малого калібру та елементів боєприпасів. Протипіхотні міни ПФМ-1 розбирають на Павлоградському хімічному заводі. В Міноборони зауважують, що міни цього типу підривати не можна, оскільки  вони заряджені рідкою вибуховою речовиною, яка може зашкодити довкіллю. Внесок Трастового фонду у цей етап проєкту становив 10,8 млн. євро.«В Україні наявна гостра потреба в такій роботі і НАТО задовольняє цю потребу», – каже Ріго Гарза, політичний радник місії США при НАТО.

## Другий етап проєкту
Церемонія підписання контракту щодо запуску другого етапу проєкту НАТО з утилізації звичайних видів боєприпасів, стрілецької зброї та легких озброєнь пройшла в Києві 1 лютого 2013 року.
Другий етап проєкту, зокрема, спрямований на утилізацію протипіхотних мін типу ПФМ-1 (1С). Окрім Литвинчука, в церемонії підписання, що пройшла в Офісі зв’язку НАТО в Києві, взяли участь заступник міністра оборони України Артуро Бабенко, директор Департаменту утилізації компонентів ракетного палива, ракет та боєприпасів Міністерства оборони України Сергій Бруль, генеральний директор державного підприємства «Науково-виробниче об'єднання «Павлоградський хімічний завод» Леонід Шиман. Представники Посольства США в Україні також були присутні на заході. На другому етапі проєкту США виступають в ролі провідної держави і, очікується, що внесок міжнародної спільноти становитиме близько 25 мільйонів євро.  На цьому етапі планується знищити 73,5 тисяч тонн звичайних боєприпасів, 366 тисяч одиниць стрілецької зброї та 3 млн. протипіхотних мін ПФМ-1. В рамках другого етапу проєкту залучені виробничі потужності Державного підприємства “Укроборонлізинг” у м. Кам'янець-Подільський з утилізації стрілецької зброї, “Центр УОС-ДМ” Державного підприємства “Укроборонсервіс” з утилізації звичайних боєприпасів, Державний науково-дослідний інститут хімічних продуктів у м. Шостка, Донецький казенний завод хімічних виробів, Державне підприємство “Науково-виробниче об’єднання “Павлоградський хімічний завод”.

## Співробітництво у 2014 році
У 2014 році Україна і НАТО продовжать спільну утилізацію боєприпасів, яка проходить в рамках реалізації другого етапу проєкту Трастового фонду програми НАТО «Партнерство заради миру». Про це повідомила прес-служба держконцерну «Укроборонпром», посилаючись на слова глави концерну Сергія Громова. Зокрема Громов повідомив, що структурний підрозділ НАТО - агентство NSPA вже ухвалило рішення про виділення в поточному році чергового траншу фінансування проєкту в обсязі $1,8 млн. При цьому в дежконцерні наразі не озвучують обсяги і терміни проведення утилізаційних робіт, які фінансуються цим траншем.
Раніше Україна вже отримала від NSPA 685 тис. євро на утилізацію в першому півріччі 2,74 тисяч тонн боєприпасів, уточнив Громов. Потужності підприємств «Укроборонпрому» дозволяють утилізувати щонайменше 12-14 тис. тонн боєприпасів щорічно, повідомили в дежконцерні.